# Волгоградский завод тракторных деталей и нормалей
ОАО «Волгоградский завод тракторных деталей и нормалей» (ОАО ВЗТДиН) — волгоградское предприятие. Существовал в период 1932—2014 гг.

## История
Завод был основан 1932 году. Он выпускал следующие изделия:
- метизы
- крепёжные изделия (болты, гайки, винты, заклёпки, шурупы, шайбы, шплинты, шпильки)
- пружины горячей и холодной навивки
- колёсные пары для грузовых и пассажирских вагонов.
- палец звена гусеницы к тракторам
- слесарно-монтажный инструмент (ключи гаечные, кольцевые (накидные), торцевые, молотки, пассатижи, отвёртки)

С 2014 года завод признан банкротом и в отношении собственника имущественного комплекса была открыта процедура конкурсного производства. 
В 2017 году администрация Волгограда потребовала банкротства предприятия, чтобы пустить территорию под застройку. В августе 2017 года территория завода выставлена на продажу. Производство фактически прекращено, корпуса пустуют. Предприятие официально ликвидировано. Имущество выкуплено застройщиком.

## Руководство
- Сергей Анатольевич Агапцов — 1996—2001